# 마르코스 로호
파우스티노 마르코스 알베르토 로호(스페인어: Faustino Marcos Alberto Rojo, 1990년 3월 20일 ~ )는 아르헨티나의 축구 선수로 포지션은 풀백과 센터백에서 뛴다. 현재는 CA 보카 주니어스 소속으로 뛰고 있다.
2011년 코파 아메리카에서 세르히오 바티스타에 의해 국가대표에 처음 선발되었으나 바티스타는 로호를 벤치에 앉혔으며 코파 아메리카에서 역시 졸전을 거듭했다. 로호는 이후 부임한 알레한드로 사벨라 감독에 의해 주전으로 발탁되어 아르헨티나 축구 국가대표팀의 주력 선수가 되었다. 니콜라스 오타멘디와 같이 있을 때는 오타멘디의 백업이였으나 사벨라는 오타멘디를 과감히 제외하고 그 자리에 로호를 넣어 주전으로 삼았다. 니콜라스 오타멘디의 대체자로 들어온 로호는 오타멘디보다 경험도 적고 나이도 어림에도 불구하고 그 실력은 오타멘디보다 훨씬 뛰어났으며 같이 뛴 경험이 별로 없는 하비에르 마스체라노와도 손발이 매우 잘 맞았다.
2014년 FIFA 월드컵에서는 8강 벨기에전에서 경고누적으로 준결승 네덜란드전에 결장할 때까지 아르헨티나 축구 국가대표팀 전체에서 뛴 거리가 가장 긴 선수가 되었다. 전반적으로 많이 뛰어다니고 많이 태클을 하는 선수로 유명하다. 로호는 사벨라와 마스체라노에게 인정받아서 차세대 아르헨티나 축구 국가대표팀의 수비를 책임질 귀중한 인재가 되었다. 2014년 8월20일. 272억과 나니의 1년 임대영입을 조건으로 맨체스터 유나이티드로 이적하였다.
그러나 취업비자가 나오지 않아 번리와의 3라운드 경기까지 결장하여 EPL 데뷔전을 치르지 못했고, 9월 15일에 취업비자 문제가 해결되어 QPR과의 EPL 4라운드 경기에 데뷔전을 치렀다.
그 이후, 로호는 리그 12경기에 출전하여 골을 기록하지 못했으나, 2월 4일에 열린 캠브리지 유나이티드와의 FA컵 경기에서 맨유 이적 후, 데뷔골을 기록하였다.
2018년 FIFA 월드컵까지도 선발로 출전했으나 이후 고질적인 부상 문제에 시달려 2022년 FIFA 월드컵에서는 리오넬 스칼로니 감독의 부름을 받지 못하게 되었다.

## 플레잉 스타일
로호는 센터백과 풀백 포지션 모두 소화 가능하며, 많은 활동량으로 상대 공격을 질식수비로 막아내는 능력이 탁월하며 한마디로 축구에서 수비의 전문가라 할 수 있다. 몸싸움도 강하고 발이 빠른 데다가 공중전에서도 준수해 수비수로서의 능력은 충분하다. 불리한 판정을 받으면 화가 나서 공을 걷어차는 모습도 종종 보인다. 이러한 성격 때문에 스포르팅에서는 20장의 옐로카드와 4장의 레드카드를 받기도 했다.

## 수상
맨체스터 유나이티드
- 잉글리시 FA컵: 2015–16[1]
- EFL컵: 2016–17[2]
- FA 커뮤니티 실드: 2016[3]
- UEFA 유로파 리그: 2016–17[4]

 아르헨티나
- FIFA 월드컵 : 준우승 (2014)
- 코파 아메리카 : 준우승 (2015)

개인
- FIFA 월드컵 베스트 11 : 2014